# Medianet
medianet ist eine österreichische Wirtschaftszeitung, die wöchentlich freitags erscheint und sich aus Fachzeitungen diverser Wirtschaftssegmente zusammensetzt. Es handelt sich dabei um einen neuen Typus einer Wirtschafts-Fachtageszeitung, die wöchentlich eine möglichst umfassende Fachberichterstattung zu Themen der österreichischen Wirtschaft abzudecken versucht.

## Geschichte
Seit 18. September 2001 gibt die Radda-&-Dressler-Gruppe (R & D), die zu diesem Zeitpunkt auch eine 50-prozentige Beteiligung am WirtschaftsBlatt hielt, die Tageszeitung medianet heraus. Diese entsteht aus dem bereits zuvor bestehenden Online-Branchendienst medianet.at und erscheint mit einer Anfangsauflage von 8.900 Stück.
Zu Beginn hielt die R & D-Holding 43 Prozent an der medianet AG, Mitarbeiter und Investoren je 21 Prozent, die Cybertron Telekom AG zehn Prozent, Sounddesign Schiffinger & Posch GmbH fünf Prozent. Die Besitzverhältnisse dürften sich seither aber leicht geändert haben.
Am 3. März 2006 weitete medianet seinen Blattumfang aus und erscheint nun als Fachmedienverbund mit insgesamt 13 Themenbüchern. Diese sind:
- prime news
- marketing & media
- retail
- technology & industrial technology
- financenet & real estate
- automotive Business
- destination & destination austria
- careernetwork
- health economy
- specials
- csrnet
- advisory
- luxury brands & retail

## Derzeitige Situation
Chefredakteurin und Leiterin des Redaktionsteams ist Sabine Bretschneider, Stellvertreter sind Dinko Fejzuli (marketing & media) und Christian Novacek (medianet retail). Weitere Ressortleiter sind Martin Rümmele (healtheconomy), Helga Krémer (real estate, industrial technology) und Reinhard Krémer (financenet). Medieninhaber ist die medianet Verlag AG, das auch verschiedene Themenguides (u. a. Bier, Rotwein, Weißwein, Oldtimer) herausgibt.
Herausgeber von medianet sind Chris Radda, Oliver Jonke und Germanos Athanasiadis; Vorstand ist Markus Bauer, Verlagsleiter Bernhard Gily.
medianet hat seit November 2006 laut der einzigen unabhängigen Reichweiten- und Marktanteilsstudie „Fachzeitschriftenstudie 2006“ des renommierten Marktforschungsunternehmens Focus Media Research GmbH die Marktführerschaft aller Fachpublikationen in Österreich bei allen Topentscheidungsträgern der 900 größten werbetreibenden Unternehmen Österreichs inne.
medianet wird nur über Abonnement vertrieben. Die aktuellen Mediadaten sind unter www.medianet.at zu finden.
medianet ist seit dem Jahr 2013 der ServiceInitiative „Leitbetrieb Österreich“ angeschlossen und führt das ServiceSiegel. Begründung: „Die medianet Verlag AG setzt nicht auf kurzfristigen Gewinn, sondern auf langfristigen und nachhaltigen Unternehmenserfolg. Die Marke medianet steht für mediale Verantwortung, Trendsetting sowie hochsensible und serviceorientierte Dienstleistung gegenüber den Medienpartnern und Lesern.“